# Ризнич, Иван Иванович
Иван Иванович Ризнич (17 января 1878, Российская империя — приблизительно 1920) — морской офицер ВМФ Российской империи, один из первых русских подводников, командир подводной лодки «Святой Георгий», впервые в истории российского флота совершившей дальний океанский поход.

## Происхождение
Происходил из дворян Киевской губернии. Прадед Стефан, серб из Дубровника, держал торговую контору в Триесте, позже перешедшую к сыну Ивану, родившемуся в 1792 году. В 1822 году Иван Стефанович переехал в Одессу, где занимался импортом хлеба. Принял русское подданство, занимал видное положение, был директором и главным меценатом одесского театра, был знаком с Пушкиным, а его первая жена Амалия Ризнич — объект страсти А. Пушкина, посвятившего ей несколько стихотворений. Второй женой Ризнича стала полька графиня Паулина Ржевуская, сестра Эвелины Ганской (жены Бальзака) и Каролины Собаньской, в которую Пушкин тоже был влюблён. В 1823 году Ризнич пожалован в звание Коммерции Советника, а в 1928 году - в Надворные советники. В 1833 году Ризнич обанкротился и поступил на службу чиновником особых поручений при генерал-губернаторе графе Левашеве. В 1839 году с новой женой переехал в Киев, где получил должность директора киевской конторы Коммерческого банка. Дослужившись до чина статского советника, Иван Степанович указом от 15 июня 1848 г. был возведен в потомственное дворянство. В мае 1850 г. он вышел в отставку, и поселился в имении жены селе Гопчица. У пары родилось две дочери и три сына. Младший, Иван, родился в Киеве 13 ноября 1841 года, в свою очередь его сын Иван родился 17 января 1878 года в г. Янов Люблинской губернии.

## Служба
Окончил Морской кадетский корпус. Службу начал в 1895 году в Черноморском флотском экипаже.
С 1899 года служил вахтенным начальником на броненосце «Синоп», затем ревизором на минном крейсере «Гридень», и ревизором и водолазным офицером на крейсере «Память Меркурия». В 1900 году окончил водолазную школу.
В 1902 году служил помощником начальника водолазной школы. За службу в годы русско-японской войны «за труды по обстоятельствам военного времени» награждён орденом Святой Анны III степени, а также медалью «В память 200-летия Гангутской победы».
В 1904 году был зачислен в 8-й флотский экипаж, готовивший специалистов подводного плавания. Стажировался на «Дельфине» — первой русской подводной лодке, у капитана Беклемишева. Участвовал в торпедных стрельбах на кронштадтском рейде. Командовал одной из первых подводных лодок России — «Щукой» — под его командованием лодка достраивалась спускалась на воду, проходила испытания, однако как только лодка была принята комиссий её направили во Владивосток, для участия в русско-японской войне. А Иван Ризнич поочерёдно стал командиром нескольких других новейших подводных лодок России: «Лосось», «Белуга», «Стерлядь» (1904—1906)
На «Стерляди» Ризнич совершил беспримерный по тому времени переход в штормовую погоду из Либавы в Ригу без судна-конвоира. Обобщил опыт данного плавания Иван Иванович в брошюре «Подводная лодка „Стерлядь“», которая стала одним из первых учебников по практике подводного плавания. Брошюра была засекречена, и до настоящего времени не удалось обнаружить ни одного сохранившегося экземпляра.
Офицер подводного плавания по первому списку (1907). С декабря 1907 года Ризнич переходит в только что созданный учебный отряд подводного плавания. Во время службы составил первый «Словарь командных слов по управлению подводными лодками», то есть является автором большинства команд на подводных лодках на русском языке: «По местам стоять!», «К погружению!» и т. д.
Учился в Александровской военно-юридической академии, откуда был отчислен по болезни. 3 июля 1908 года был уволен в запас с правом ношения знака отличия беспорочной службы". Это было вызвано развернувшейся полемикой о роли подводного флота в будущем ВМФ России: в 1907 году в санкт-петербургском морском кружке Ризнич выступил с лекцией «Подводное плавание и его значение для России» в пику своему оппоненту капитан-лейтенанту Колчаку, доказывавшему что подводный флот не нужен. Аналогичная полемика развернулась на страницах «Морского сборника», где капитан-лейтенант Роберт фон Энгельман убеждал, что «Всякий рыбацкий бот неизмеримо правоспособнее подводной лодки…», и публично похвалялся надеть свою фуражку на перископ любой из подводных лодок учебного отряда, на что Ризнич возражал:

Итак, общество считает меня фанатиком подводного плавания. Почему? Потому, что я говорю, что подводная лодка есть могущественное, хотя и неуниверсальное оружие… Я оптимист и потому считаю, что все улучшается на этом свете, все идет вперед. Фантазия моя дает мне картину будущего; имею ли я основания ей не доверять? Нет, так как в мой короткий век я видел то, что раньше было для меня «фантазией»… Сегодня фантазия, а завтра факт. Быть может, скоро появятся подводные крейсера, которые сделают морскую настоящую войну невозможной. «Dum spiro, spero»
Оппоненты Ризнича имели более высокие звания и занимали куда более высокие посты: Колчак к этому времени был начальником тактического отдела морского генерального штаба.
В запасе Ризнич занимался коммерцией, по данным справочника «Весь Петербург» за 1909 год он продавал велосипеды фирмы «Дукс». Также он продолжал выступать с публичными лекциями в защиту подводного флота, которые позднее издавал за свой счёт в виде брошюр, часть из которых, например «Ответ сомневающимся в пользе подводных лодок» сохранилась в библиотеках. Поддерживал дружбу с Виталием Бианки, поэтом-подводником Алексеем Лебедевым (родившимся19 июля (1 августа) 1912 года. Вероятно Ризнича-отца спутали с сыном), командиром подводной лодки «Лембит» Матиясевичем, полярным исследователем Борисом Вилькицким

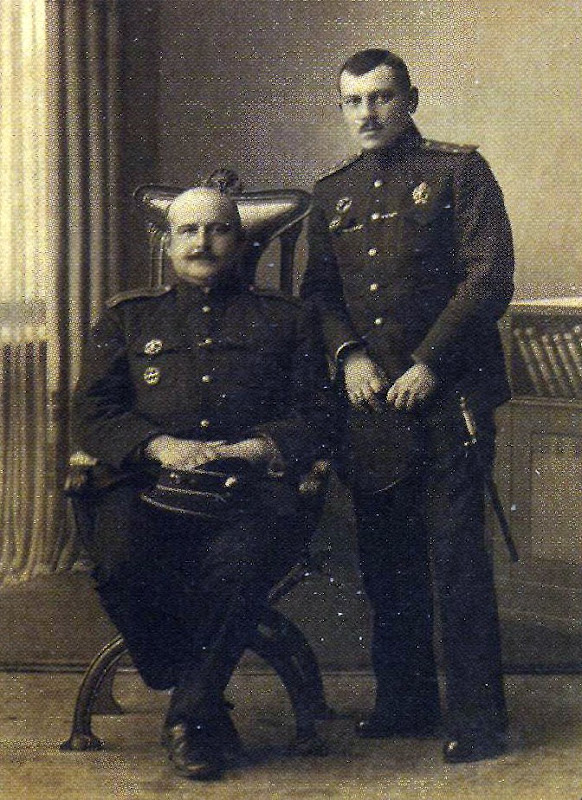
Иван Ризнич (сидит) и капитан лодки № 3 В. Шмидт

После начала первой мировой войны, 28 июля 1914 года лейтенант Ризнич был призван из запаса. В августе 1914 года получил назначение командиром подводной лодки № 2, а в мае 1915 назначен начальником дивизиона подводных лодок особого назначения: трёх тихоходных и малотоннажных лодок. Дивизион предназначался для обороны Пярнуского залива. Однако в боевых походах участвовать дивизиону не довелось: почти всё время лодки находились у причальной стенки, совершив лишь несколько коротких дозорных выходов. Вахтенный журнал лодки № 3, на которой держал брейд-вымпел Ризнич, полон совершено не боевых событий: 1 марта 1915 года. Военная гавань Пярну. Красили корпус". На следующие дни: «…Чистили цистерны», «…Команда ходила в церковь», «Команда ходила в баню», порой вообще появлялась запись: «Случаев не было». 3 августа 1915 года получил звание старшего лейтенанта «за отличия ревностной службы и особых трудов, вызванных обстоятельствами войны».
В 1916 году дивизион был расформирован. Ризнич вместе со своей лодкой № 3 был направлен на Дунай. В 1916-17 гг лодка «№ 3» отрабатывала задачи морального воздействия на противника и сопровождения транспортных судов. Вскоре, в связи с приближением активных боевых действий к Нижнему Дунаю лодку включили в Галацкий отряд Русской Дунайской военной флотилии. Базируясь в порту Рени она охраняла мост от мониторов австро-венгерской флотилии. Таким образом Ризнич стал первым подводником России, действовавшим в речных условиях, причём довольно тяжёлых.

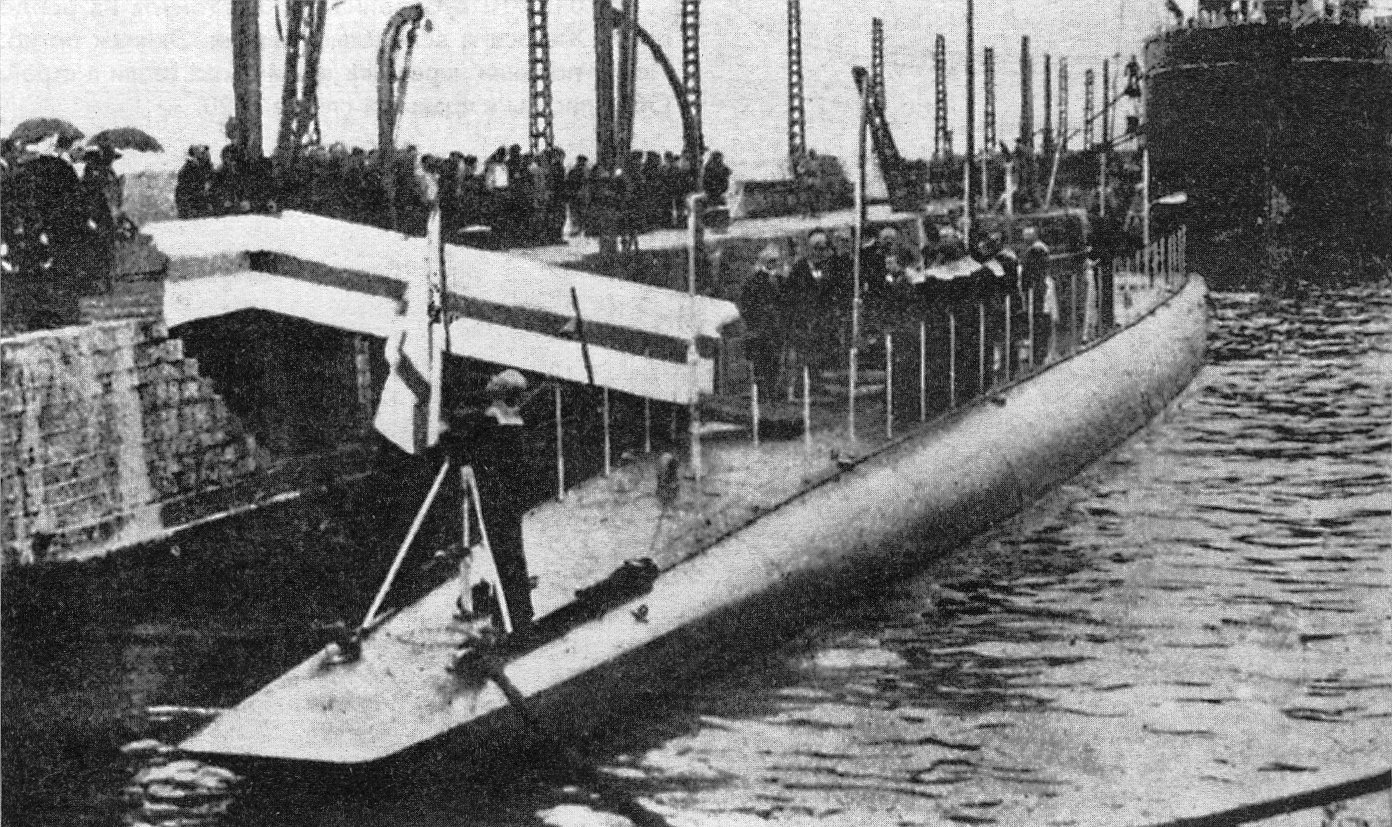
Подъём флага на «Святом Георгии»

В 1917 году Иван Ризнич был назначен командиром строящейся в Италии по заказу Морского министерства Российской империи подводной лодки Святой Георгий. На этой небольшой лодке береговой обороны под управлением лично отобранного экипажа Ризнич совершил беспрецедентный для России переход длиной 5000 миль из Специи и Архангельск через два океана, пять морей, дважды попадая в серьёзный шторм и один раз попав под атаку немецкой подводной лодки.

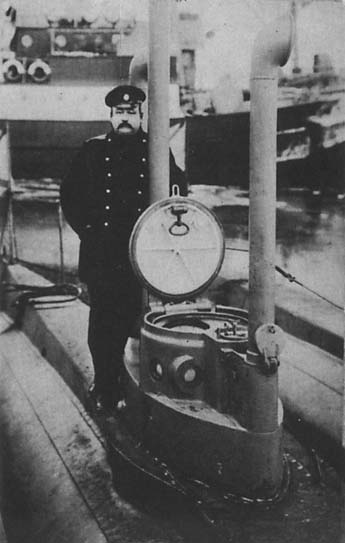
Иван Ризнич на борту «Святого Георгия», флотилия Северного Ледовитого океана, 1917 год

Морской министр контр-адмирал Д. Н. Вердеревский так писал в приказе по флоту:

«Этот блестящий, исключительный по условиям плавания переход лодкою малого водоизмещения в осеннее время св. 5000 миль через ряд зон расположения германских подводных лодок, минных заграждений и т. п. наглядно показывает, что офицерам и матросам, сплоченным взаимным уважением и преданным своему делу, не страшны не только поставленные врагом всевозможные преграды, но и сама стихия… Родина вправе будет гордиться беспримерным в истории подводного плавания переходом подводной лодки малого водоизмещения из Италии в Архангельск».
Иван Ризнич был произведён в капитаны 2-го ранга и награждён орденом Владимира 4-й степени с мечами и бантом.
Октябрьская революция 1917 года изменила и судьбу лодки, и судьбу её капитана. Из последней записи, сделанной в ноябре 1917 года в вахтенном журнале видно, что лодка стоит на ремонте в Архангельске, запчасти расхищены, и обогревной пар на лодку подавать перестали. Ризнич был уволен по демобилизации 30 апреля 1918 года. Дальнейшие сведения о его жизни обрывочны, часть источников противоречит друг другу.
По некоторым сведениям летом 1918 года Ризнич был председателем правления бюро водолазно-спасательной партии Архангельского порта. С 27 ноября 1918 года в белых войсках Северного флота. В июне 1919 года числился в Архангельском штабе Главного штаба командующего белыми войсками Северной области, в декабре того же года — в управлении коменданта 3-го участка Мурманского прифронтового района на станции Масельская. Последнее документальное свидетельство относится к началу января 1920 года: Ризнич — «комохран-2» в Кандалакше.
В «Списке морских чинов Северной области», составленном командиром Онежской флотилии капитаном 1 ранга А. Д. Кира-Динжаном рядом с фамилией капитана Ризнича стоит уточнение, что «Остался при эвакуации зимой 1920 г. в России». По сведения уже из другого источника весной 1920 года он был арестован, по июнь находился в ведении особого отделения Онежской флотилии, в сентябре 1920 года числился за Хибинским концлагерем. В более поздних делах лагеря не упоминается. По версии сына, записанной в дневнике со слов второй жены капитана, тот погиб в 1920 году на «барже смерти», затопленной красными в Белом море. Также существует версия, что он мог погибнуть в 1923 году в Шанхае при попытке вернуть в Россию один из пароходов Доброфлота, угнанных туда адмиралом Старком, но был опознан в городе и расстрелян. Однако эта версия, упомянутая в книге историка подводного флота Николая Черкашина, основана на слухах и не имеет документального подтверждения.
Фамилия Ризнич вошла в «Список офицеров Российского Императорского флота, судьба которых неизвестна Комиссии по выяснению личного состава флота при Военно-морском историческом кружке в Париже», составленный лейтенантом М. С. Стахевичем в 1930-е гг. как приложение к пражскому «Морскому журналу».

## Семья
Жена Елизавета Владимировна (Полянская). Сын Иван (1908—1998) — художник «Ломоносовского фарфорового завода» народный художник России. Внуки Иван и Дмитрий стали гидрогеологом и мастером по ремонту медицинской техники соответственно. С. Волков сообщает о двух сыновьях 1906 и 1909 года рождения.
Вторая жена - актриса Александринского театра Мария Адриановна (Бернар).